# باري مان
باري مان (بالإنجليزية: Barry Mann)‏ هو عازف بيانو ومغني وكاتب أغاني وملحن أمريكي، ولد في 9 فبراير 1939 في بروكلين في الولايات المتحدة.

## وصلات خارجية
- باري مان على موقع IMDb (الإنجليزية)
- باري مان على موقع الموسوعة البريطانية (الإنجليزية)
- باري مان على موقع ميوزك برينز (الإنجليزية)
- باري مان على موقع قاعدة بيانات برودواي على الإنترنت (الإنجليزية)
- باري مان على موقع إن إن دي بي (الإنجليزية)
- باري مان على موقع أول ميوزيك (الإنجليزية)
- باري مان على موقع ديسكوغز (الإنجليزية)